# Schoeblia circularis
Schoeblia circularis is een pissebed uit de familie Schoebliidae. De wetenschappelijke naam van de soort is voor het eerst geldig gepubliceerd in 1909 door Gustav Budde-Lund.